# 専用サーバー
専用サーバーとはホスティングサービスの一種で、顧客がサーバー本体一台を丸ごと占有するサービスを言う。共用サーバーと違って他の利用者に影響することなく、サーバーのOS、サーバーの設定、インストールソフトなどを自由に変更できることが最大のメリットである。顧客が自分自身で管理する専用サーバー　セルフマネージドサーバーと言い、ホスティング会社が管理する専用サーバーはマネージドサーバーと言う。専用サーバーは普段、非常電源設備や冷暖房空調設備が充実しているデータセンター内に設置される。コロケーションと違って、サーバーの所有権がホスティングサーバー会社にある。専用サーバーの利用者はアドミニストレーター権限（root権限）をもつことが一般的である。
専用サーバーサービスは高いパフォーマンス、安全性、柔軟性などのメリットがありながら、コストも共用サーバーと比べて高い。そのため、相当のアクセスや利益を生み出すWebサイトを管理するために利用される。

## OS
専用サーバーは様々なOSをインストールができる。Linux・Unix系とWindows系は２つの大きなグループである。Linux・Unix系のOSはおよそ60％のシェアを占めている。Unix系の最も人気あるサーバーOSはCentOS, Fedora Core, Debian,Red Hat Enterpriseである。中にはDebianとCentOSは特に人気が高い。 Windows系は Windows Server 2003そして、Windows Server 2003がある。かつて、Windows NTもあったが、現在はほぼ利用されていない。他にはBSD系のOS、例えばFreeBSD, NetBSD, OpenBSDなどがある。

## サーバーの転送容量
専用サーバーで言う転送容量とは、利用者が公開しているサイトにアクセスがあったり、メールを送信したり、ファイルをダウンロードしたりした時のサーバーから流れるデータ通信量（Mb, Gb, Tb）を指す。つまり、サイトに関わるほとんどの動きに、転送容量が増える。例えば、Aさんが管理しているブログに1MBの写真をアップロードし、その写真を100人をブラウザーで開いたとしたら、伝送容量は　1MB x 100 ＝ 100MBとなる。動画Webサイトやアクセスの非常に多いWebサイトの専用サーバーを選択する際、転送容量が重要なポイントとなる。

## サーバーの回線速度
専用サーバーの回線速度とは、1秒当たりにサーバーからクライアントに（下り速度）、またはクライアントからサーバー（上がり速度）が送ることができるデーターの容量（MB, GB, TB）を示す。帯域幅と言い換えるのは誤り。回線速度の単位はMbps（Megabits per second メガビット/秒）。メガバイト(MB)ではありませんので、ご注意下さい。例えば、サーバーから一秒で1.25MB相当のデーターをダウンロードできる場合、下り速度10Mbpsとなる。ただし、同時に同じサーバーに多くのクライアントPCが接続している場合、サーバーの回線速度はクライアントの数で割ることになる。例えば、回線速度は10Mbpsのサーバーに1人がアクセスした場合、1.25MBのデータを1秒でダウンロードできるが、20人同じファイルを同時にダウンロードする場合、20秒かかる。
多くのホスティング業者はベストエフォート方式の回線を提供する。ベストエフォートとは、理論上では特定の速度は可能だが、実際にネットワークの混雑などの理由によってその速度がでない。例えば、ベストエフォート100Mbps回線の専用サーバーが実際のところ50Mbpsもでないところが多い。
さらに、共用回線の専用サーバーもある。サーバーそのものが利用者丸ごと占有しているが、インターネット接続回線が数台のサーバーで共有されているケースもある。その場合、実際の回線速度はサーバーの台数によって異なる。

## サーバーの稼働率
サーバーの稼働率とはサーバーが一年間にどれだけダウンせずに稼働しているかを示す。多くのホスティング会社はサービス品質保証制度を設けており、サーバーは契約上の稼働率に満たない場合、返金もしくは割引の対象となる。最近のいいホスティング企業が99%から100%の稼働率を保証する。

## 専用サーバーの管理
共用サーバーホスティングと違って、専用サーバーを管理するには相当の技術的な知識が必要とされる。マネージド専用サーバーの場合、サーバーの管理、セキュリティ設定などがホスティング会社の責任である。セルフマネージド専用サーバーの場合、利用者自信がサーバーの管理・設定を行う。ただし、マネージド専用サーバーでもホスティング会社がどこまでサポートするかはホスティング会社によって大きく違う。例えば、第三者のソフトのインストールや設定を行わないこともある。
サーバーサポート内容:
- OS インストール、再インストール、更新、アップグレード
- 24時間サーバー監視
- ポート監視
- サーバーのハードウェア監視
- サーバーの回線速度最適化
- パフォーマンス最適化
- アンチウイルスソフトウェア設定・更新
- ファイアウォール設定
- 迷惑メール対策ソフト設定・更新
- 不正侵入対策
- Webサーバー（IIS、Apache）設定、更新、セキュリティ強化
- FTPサーバー設定、更新、セキュリティ強化
- PHP, CGIの設定、セキュリティ強化
- DoS攻撃対策
- アプリケーション監視
- 技術的サポート
- バックアップと復元
- DNS設定
- ロード・バランシング設定
- データベース管理
- 第三者のソフト・アプリケーションのインストール・設定
- プログラミングコンサルティング

セルフマネージド専用サーバーでも追加料金で上記のサービスしてもらうことが可能である。ほとんど業者は1時間単位で追加料金を計算する。例えば、ソフトの設定：　15000円/時；　データセンターでの作業25000円/時

## セキュリティ
ホスティング業者と専用サーバーの利用者はサーバーのセキュリティに大きな力をいれている。　特に、個人情報、クレジットカード番号など極秘データを扱うサーバーは不正侵入やDDoS攻撃のセキュリティ対策が欠かせない。Linux系のサーバーはより安全だと思われているが、Windowsサーバーでも第三者のソフトを利用することによって、高いセキュリティ水準を達成できる。Windows専用セキュリティソフトが圧倒的にコストが高い。

## OSやソフト
ホスティング業者は専用サーバーとセットでOSライセンスやソフトウェアを提供することが一般的である。一括でメーカーからラインセンスを購入するより、ホスティング業者から月額でラインセンスを借りたほうが経済的である。Microsoft Services Provider License Agreement (SPLA) は、Web ホスティング、ホスティング アプリケーション、メッセージング、コラボレーション、プラットフォーム インフラストラクチャなど、ホスティング型のソフトウェアやサービスをエンドユーザーに提供する企業向けのライセンス プログラムである。Windows Server 2008、Microsoft SQL ServerなどのソフトはSPLA契約で借りることが可能。

## 利用制限
- 多くのホスティング業者ではInternet Relay Chatとしての専用サーバーの利用は禁止されている。ポートスキャン、DDoS攻撃などのハッキングに関する行為が禁止されているところが多い。
- アダルトビデオ などのコンテンツが法的な理由で、または莫大な伝送容量を使うという理由で禁止されていることがある。アダルトコンテンツを可能とすることがホスティング業者は転送容量の余裕のある優れたネットワークを有する象徴でもある。
- 著作権侵害 サーバーが設置されている国の著作権関連法に反して、ビデオ、画像などのコンテンツを掲載することが禁止されている。著作権に関わる法律は国によって異なる。例えば、アメリカでは違法だとされているコンテンツがヨーロッパ（フランス・スウェーデン）では違法ではないといケースもある。そして、著作権損害の苦情が届いた時の対応も国やホスティング業者によって異なる。

## 日本の主な専用サーバーサービス提供事業者の一覧
- スカイアーチネットワークス
- アドミラルシステム（ASJホスティングサービス）
- A&I Webホスティング
- さくらインターネット
- シーズホスティングサービス
- GMOインターネット
  - お名前.comレンタルサーバー
  - レンサバ.com（レンサバ本舗.comより移行）
    - GMOクラウド（iSLEを統合、ラピッドサイト、ロケットネット、WADAX）